# Мідвей (Огайо)
Мідвей (англ. Midway) — селище (англ. village) в США, в окрузі Медісон штату Огайо. Населення — 269 осіб (2020).

## Географія
Мідвей розташований за координатами 39°43′59″ пн. ш. 83°28′35″ зх. д. / 39.73306° пн. ш. 83.47639° зх. д. (39.732952, -83.476424).  За даними Бюро перепису населення США в 2010 році селище мало площу 0,75 км², уся площа — суходіл.

## Демографія
Згідно з переписом 2010 року, у селищі мешкали 322 особи в 116 домогосподарствах у складі 89 родин. Густота населення становила 428 осіб/км².  Було 127 помешкань (169/км²).
Расовий склад населення:
| - 97,2 % — білих - 0,9 % — чорних або афроамериканців - 0,6 % — корінних американців |

До двох чи більше рас належало 1,2 %. Частка іспаномовних становила 3,1 % від усіх жителів.
За віковим діапазоном населення розподілялося таким чином: 30,7 % — особи молодші 18 років, 57,5 % — особи у віці 18—64 років, 11,8 % — особи у віці 65 років та старші. Медіана віку мешканця становила 34,7 року. На 100 осіб жіночої статі у селищі припадало 95,2 чоловіків;  на 100 жінок у віці від 18 років та старших — 84,3 чоловіків також старших 18 років.
Середній дохід на одне домашнє господарство  становив 65 426 доларів США (медіана — 53 333), а середній дохід на одну сім'ю — 64 173 долари (медіана — 47 500). За межею бідності перебувало 3,6 % осіб, у тому числі 9,6 % дітей у віці до 18 років та 0,0 % осіб у віці 65 років та старших.
Цивільне працевлаштоване населення становило 88 осіб. Основні галузі зайнятості: виробництво — 19,3 %, публічна адміністрація — 17,0 %, роздрібна торгівля — 13,6 %, освіта, охорона здоров'я та соціальна допомога — 11,4 %.